# Liste von Bio-Siegeln
Die Liste von Bio-Siegeln nennt eine Auswahl von staatlichen und privaten Bio-Siegeln. Als Bio-Siegel bezeichnet man Güte- und Prüfsiegel, mit welchem Erzeugnisse aus ökologischem Landbau gekennzeichnet werden. Die Kriterien sind dabei unterschiedlich und teilweise gesetzlich geregelt, etwa durch die EG-Öko-Verordnung, teilweise durch die Kriterien von Anbauverbänden. Bio-Produkte erfüllen lebensmittelrechtliche Standards, die über die konventioneller Produkte hinausgehen. Halāl-Fleisch darf nicht mit dem Bio-Siegel der EU gekennzeichnet werden.

## Liste
| Name                               | Staat             | Herausgeberschaft | Erläuterung | Abbildung |
| ---------------------------------- | ----------------- | ----------------- | --- | --------- |
| Europäisches Bio-Siegel            | Europäische Union | staatlich         | Einführung am 1. Juli 2010. Es kennzeichnet die Produkte, die mindestens den Anforderungen der EG-Öko-Verordnung genügen.                                                             |           |
| Deutsches staatliches Bio-Siegel   | Deutschland       | staatlich         | Eingeführt 2001. Die Kriterien entsprechen dem europäischen Siegel; es darf nur zusätzlich angebracht werden.                                                                         |           |
| Bio-Zeichen Baden-Württemberg      | Deutschland       | staatlich         | Es soll in Baden-Württemberg hergestellte Bio-Lebensmittel kennzeichnen. |           |
| Bayerisches Bio-Siegel             | Deutschland       | staatlich         | Das Bayerische Bio-Siegel wurde 2015 eingeführt. |           |
| AMA-Biosiegel                      | Österreich        | staatlich         | Es gibt zwei Typen: mit und ohne Ursprungsangabe. Das schwarz-weiße Siegel ohne Herkunftsangabe schränkt Ort der Be- und Verarbeitung sowie die Herkunft der Bio-Rohstoffe nicht ein. |           |
| Agriculture Biologique             | Frankreich        | staatlich         | Vom französischen Agrarministerium vergeben. |           |
| EKO                                | Niederlande       | privat            | Von der niederländischen Organisation Stichting EKO-keurmerk vergeben. Die Kriterien ergänzen das europäische Siegel; es darf nur zusätzlich angebracht werden.                       |           |
| Biokreis                           | Deutschland       | privat            | Anbauverband |           |
| Bioland                            | Deutschland       | privat            | Anbauverband |           |
| Biopark                            | Deutschland       | privat            | Anbauverband |           |
| Demeter                            | Deutschland       | privat            | Anbauverband |           |
| Ecovin                             | Deutschland       | privat            | |           |
| Gäa                                | Deutschland       | privat            | |           |
| Naturland                          | Deutschland       | privat            | Anbauverband |           |
| Neuland                            | Deutschland       | privat            | Seit 1988, vom Neuland-Verein für tiergerechte und umweltschonende Nutztierhaltung. 2014 gab es auch Berichte über Irreführung des Verbrauchers.                                      | [ 3 ]     |
| Bio Austria                        | Österreich        | privat            | Anbauverband |           |
| Statskontrolleret Økologisk        | Dänemark          | staatlich         | Staatliches Bioprüfsiegel |           |
| Delinat                            | Schweiz           | privat            | |           |
| KAGfreiland                        | Schweiz           | privat            | Der Verein KAG (Konsumenten-Arbeits-Gruppe) wurde 1972 gegründet, as Label 1973 lanciert und für Eier, Fleisch und Milch verwendet. Es gilt als streng.                               |           |
| Claro fair trade                   | Schweiz           | privat            | |           |
| Naturaplan                         | Schweiz           | privat            | Eigenmarke von Coop |           |
| Migros Bio                         | Schweiz           | privat            | Eigenmarke der Migros | [ 5 ]     |
| Spar Natur Pur                     | Österreich        | privat            | Eigenmarke der SPAR Österreich-Gruppe. |           |
| Knospe Bio und Knospe Bio Suisse   | Schweiz           | privat            | Anbauverband |           |
| Demeter                            | Schweiz           | privat            | Anbauverband |           |
| Retour aux sources                 | Schweiz           | privat            | Eigenmarke von Aldi Suisse |           |
| Bio Organic                        | Schweiz           | privat            | Eigenmarke von Lidl Schweiz |           |
| Australian Certified Organic       | Australien        |                   | |           |
| NASAA Certified Organic            | Australien        |                   | |           |
| JAS Organic                        | Japan             | staatlich         | |           |
| Canada Organic / Biologique Canada | Kanada            | staatlich         | |           |
| USDA                               | USA               | staatlich         | |           |
| Soil Association                   |                   |                   | |           |